# Jewgienij Łandis
Jewgienij Michajłowicz Łandis, ros. Евгений Михайлович Ландис (ur. 6 października 1921 w Charkowie, zm. 12 grudnia 1997 w Moskwie) – radziecki matematyk. Jego prace dotyczyły głównie cząstkowych równań różniczkowych. Studiował i pracował na Uniwersytecie Moskiewskim, jego nauczycielami byli m.in. Aleksandr Kronrod i Iwan Petrowskij. 
W 1946 roku, wraz z Kronrodem odkrył nieznane wówczas w ZSRR twierdzenie Sarda. Razem z Gieorgijem Adelson-Wielskim w 1962 roku zaproponował sposób przechowywania danych w strukturze, nazwanej później drzewem AVL (od jego nazwiska pochodzi litera L w skrócie AVL).
Pochowany na Cmentarzu Wostriakowskim w Moskwie.